# Mehdi Bennani
Mehdi Bennani (arabiska: مهدي بناني), född 25 augusti 1983 i Fès, är en marockansk racerförare.

## Racingkarriär

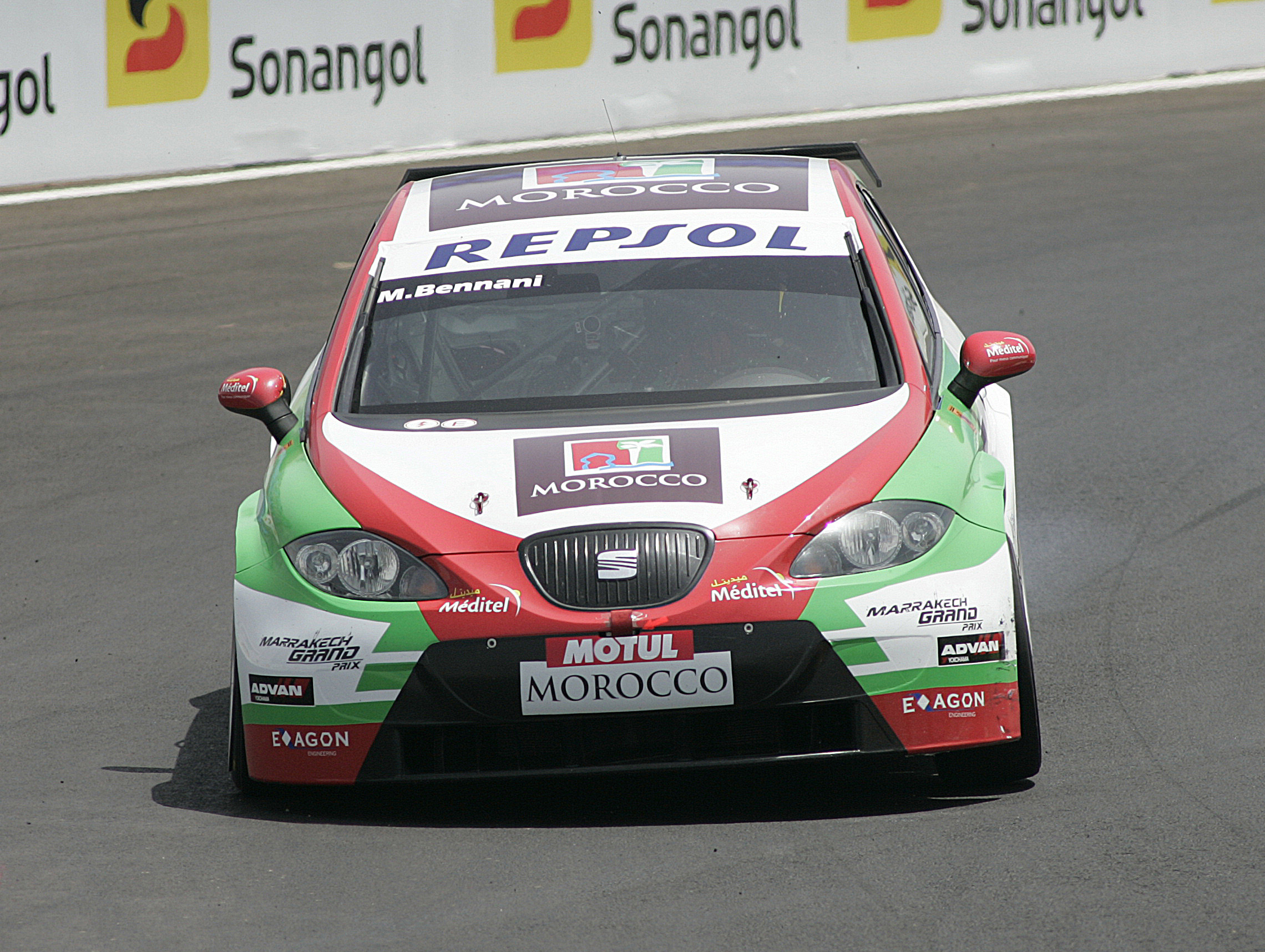
Mehdi Bennani under FIA WTCC Race of Morocco på Marrakech Street Circuit 2009.

År 2001 vann Bennani det marockanska kartingmästerskapet, det marockanska Fiat Pulio-mästerskapet och kom tvåa i European Karting Championship. Året efter vann han Marrakech International Karting Race och 2004 blev han tvåa i Formula BMW Asia. Säsongen 2005 och 2006 körde Bennani i Formula Renault 3.5 Series och kom som bäst på en nionde plats. År 2007 körde han i Euroseries 3000 med en fjärdeplats som bästa resultat och 2008 deltog han i Pau Historical Grand Prix, där slutade tvåa. Säsongen 2009 körde han några deltävlingar i World Touring Car Championship för Exagon Engineering i privatförarcupen i en SEAT León 2.0 TFSI och slutade åtta.
Till säsongen 2010 flyttade Bennani över till Wiechers-Sport och BMW, för att tävla hela säsongen i World Touring Car Championship. I privatförarcupen tog han en seger under säsongen, och slutade på femte plats i den. Till 2011 bytte han team till Proteam Motorsport och tävlade i den nya BMW:n med 1,6-liters turbomotor, BMW 320 TC. Han tog inte poäng i så många tävlingar, men startade i pole position i det andra racet på Hungaroring. Bennani gjorde en ganska dålig start och tappade ned till tredje plats i första kurvan. Kristian Poulsen tog ledningen, men blev kapad av Norbert Michelisz, som gjorde ett alldeles för överambitiöst omkörningsförsök. Bennani fick en punktering, troligtvis på grund av något skräp från incidenten, och slutade bara på fjortonde plats i racet.
Under säsongens sista tävlingshelg, FIA WTCC Race of Macau, tog han sin bästa placering för året, en sjätteplats i det andra racet. Totalt slutade han på sextonde plats och i privatförarcupen blev han sjua.